# Doriane Films
Doriane Films est une entreprise française d’édition vidéo consacrée en majorité au cinéma de patrimoine, créée en 1997 par Gérard Poitou-Weber. Elle édite des films en DVD en France, on peut compter parmi ces éditions les films de Mike Leigh, Ousmane Sembene, Peter Watkins ou encore Pierre Prévert. Doriane Films est aussi propriétaire de la société de distribution Zalys ainsi que de la plateforme de VOD Capuseen (anciennement filmsdocumentaires.com). Doriane Films est aussi chargé de la distribution des éditions physiques des films de Lobster Films ou encore de la société Les Alchimistes.  
La société change de dirigeant en 2005 en la personne de Marilyne Jonckheere.

## Filmographie sélective
En 2008, Doriane Films lance une collection nommée Typiquement British et qui est dédiée aux films britanniques,. Cette collection contient une trentaine de films dont :
- 1952 : Secret People de Thorold Dickinson
- 1968 : Isadora de Karel Reisz
- 1970 : I Was a Soldier de Michael Grigsby
- 1971 : Sunday Bloody Sunday de John Schlesinger
- 1971 : Family Life de Ken Loach
- 1982 : Britannia Hospital de Lindsay Anderson
- 1985 : My Beautiful Laundrette de Stephen Frears
- 1990 : Life Is Sweet de Mike Leigh

En 2021, une nouvelle collection est lancée, Acid'Animé. Elle se concentre sur le cinéma d'animation. Cette collection contient trois films.
- 2010 : Kooky de Jan Svěrák
- 2021 : Barber Westchester de Jonni Phillips
- 2021 : 1970 de Tomasz Wolski

En dehors de ces collections, on peut trouver :
- 1932 : L'Affaire est dans le sac de Pierre Prévert
- 1951 : Juliette ou la Clé des songes de Marcel Carné
- 1958 : Moranbong, chronique coréenne de Claude-Jean Bonnardot
- 1966 : Les Rendez-vous de l'été de Jacques Ertaud
- 1989 : Tumultes de Bertrand Van Effenterre
- 1991 : Les Hordes de Jean-Claude Missiaen
- 1992 : Guelwaar de Ousmane Sembene
- 1995 : Le Roi de Paris de Dominique Maillet
- 1998 : Festen de Thomas Vinterberg
- 2017 : Djam de Tony Gatlif
- 2019 : Les Particules de Blaise Harrison

## CapuSeen
Fondée en 2008 par Laurent Lutaud, CapuSeen (anciennement filmsdocumentaires.com) est une plateforme proposant des films à l'achat en VOD et au format physique (DVD et Blu-ray). L'objectif de la plateforme étant de mettre en avant le travail des ayants droit en proposant une page dédiée pour chacun d'entre eux. CapuSeen regroupe actuellement deux cent cinquante membres (producteur, auteur ou éditeur). Doriane Films gère officiellement la plateforme. 